# Coonalpyn
Coonalpyn – miasto w Australii, w stanie Australia Południowa.